# Пааво Йоганнес Гюннінен
Пааво Йоганнес Гюннінен (фін. Paavo Juho Hynninen, 31 травня 1883, Йоройс, Велике князівство Фінляндське — 18 травня 1960, Гельсінкі, Фінляндія) — фінський економіст, банкір, журналіст і дипломат; міністр закордонних справ Фінляндії (1957—1958).

## Біографія
Народився 31 травня 1883 року в Йоройсе (Йоройнене), у Великому князівстві Фінляндському в родині звичайного фермера. Після закінчення середньої школи в Куопіо, переїхав в Гельсінгфорс.
У 1909 році закінчив Імператорський Олександрівський університет і став одним з перших вчителів відкритої в Гельсінгфорсі Школи економіки і торгівлі, одночасно працюючи в столиці учителем географії в Сільськогосподарської школі.
З 1913 по 1916 рік працював інспектором в SavO.
З 1915 року також працює редактором нової газети Uusi Suomi, якої в майбутньому судилося стати головною державної газетою Фінляндії.
З 1917 по 1922 рік є керуючим директором Кредитного банку в Гельсінкі.
З 1922 року працював в представництві Фінляндії в Петрограді, а з 1926 року — Генеральним консулом Фінляндії в Гаазі.
З 1928 по 1932 рік — посол Фінляндії в Ризі.
У 1933—1940 роках служить послом в Таллінні.
У 1940—1942 роках служить в центральному апараті Міністерства закордонних справ Фінляндії.
З жовтня 1942 року Генеральний консул в Гетеборзі, а потім і посол Фінляндії в Швеції.
У 1946—1953 роках — посол Фінляндії в Копенгагені.
З 1953 року у відставці. Уже будучи на пенсії, був викликаний Рейно Куускоскі до складу Уряду як Міністр закордонних справ.
Помер 18 травня 1960 року в Гельсінкі, де і похований.